# Акшумкар
Акшумкар (от кирг. «ак шумкар» — «белый сокол») — политическая партия Кыргызстана, возглавляемая бывшим премьер-министром и двукратным кандидатом в президенты Темиром Сариевым.

## История
Основана в апреле 2007 года как оппозиционная парламентская фракция. Затем позже она официально стала политической партией.
25 августа 2010 года партия «Акшумкар» провела предвыборный съезд, на котором представила программу и утвердила список кандидатов в депутаты. Её председатель Темир Сариев вместе с другими лидерами оппозиции пришёл к власти 7 апреля и во временном правительстве отвечал за финансовый сектор.
30 сентября 2010 года состоялась встреча Сариева с членами «Единой России».
Партия никогда не занимала никаких мест в Жогорку Кенеше. Она принимала участие в парламентских выборах 2010 года, но набрала только 4,71 % голосов и, таким образом, не смогла преодолеть 5-процентный национальный порог, заняв 7 место из 29.
В феврале 2017 года лидер партии Темир Сариев заявил о намерении выдвинуть свою кандидатуру на должность президента. 19 июня 2017 года он был выдвинут политической партией «Ак-Шумкар» кандидатом на пост президента Кыргызстана на выборах 15 октября 2017 года. 20 июля 2017 года Сариев сдал подписи в ЦИК, став первым, кто это сделал для предстоящих выборов.
5 июня 2020 года был подписан меморандум о создании на основе партии «Ата-Мекен» альянса «Жаны дём» («Новое дыхание»), в который вошла «Акшумкар». Однако в августе 2020 года она из него вышла, а Темир Сариев покинул предвыборную гонку.
В августе 2020 года для участия в предстоящих парламентских выборах было достигнуто соглашение об объединении партии «Акшумкар» с партией «Бутун Кыргызстан». После встречи с лидером партии «Бутун Кыргызстан» Адаханом Мадумаровым Темир Сариев заявил:
Мы много раз встречались, чтобы обговорить это, и наконец, согласовали, что наши партии пойдут вместе на выборы. Перед нами много вызовов. Мировой кризис — пандемию — мы должны победить, объединившись.
19 августа 2020 года он передал временно передал председательство «Акшумкар» Ражапу Баялиеву, который будет исполнять обязанности председателя партии вплоть до очередного съезда «Ак Шумкара». Сам Сариев решил принять участие в предстоящих парламентских выборах по списку «Бутун Кыргызстан».
В октябре 2020 года, после отмены результатов выборов в связи с революцией в стране, партия подала уведомление в ЦИК об участии в повторных выборах.

## Взгляды
По заявлению самой партии, её основная ставка в программе делается на:
- человеческий ресурс;
- конкурентоспособную экономику;
- ответственное и эффективное государственное управление.

Партия считает, что право свободного доступа к точной и объективной информации, право распространения информации, свобода мысли и слова, также как и свобода СМИ должны стать приоритетными для общества.
Одна из основных целей партии «Акшумкар» — сделать Кыргызстан не «только правовым, демократическим государством, но и социальным».
Партия поддерживает децентрализацию, государственное управление только в тех областях экономики, которые имеют жизненно важное значение для национальных интересов, и невмешательство в частный бизнес и собственность, смешанную систему голосования с пропорциональным представительством, при которой ни одна партия не может занимать более 50 % мест, сокращение власти президента и установление независимой судебной системы (включая независимый орган по отбору кандидатов).

### Предвыборная кампания (2010)
В 2010 году существовала партийная программа, созданная для президентских выборов, состоявшихся в том же году, которая базировалась на плане по развитию экономики и называлась «Семь шагов». Партия Темира Сариева предлагала упростить налоговую систему, устранить двойное налогообложение и исключить налог с продаж для операций, облагаемых НДС.
Члены партии в ходе предвыборной кампании также обещали в течение пяти лет искоренить безработицу и остановить отток капитала и трудоспособных граждан. Предлагалось создать государственную страховую компанию для внутренних и внешних инвестиций объёмом свыше 5 млн долларов.
В программе указывалось, что в перспективе государство должно выдавать кредиты на долгосрочные проекты со ставкой не выше 5 %, а краткосрочные — не более 10 % годовых. Так, предлагались безналоговые кредиты фермерам в размере 300 тысяч сомов.

## Участие в выборах

### Парламентские выборы
| Выборы | Кол-во голосов | %    | Мест     |
| ------ | -------------- | ---- | -------- |
| 2010   | 78 952         | 4,76 | 0 из 120 |

### Президентские выборы
| Выборы | Кол-во голосов | %    | Место | Кандидат партии |
| ------ | -------------- | ---- | ----- | --------------- |
| 2009   | 157 005        | 6,74 | 3     | Темир Сариев    |
| 2017   | 42 716         | 2,75 | 4     | Темир Сариев    |